# نبرد یوتلاند
نبرد یوتلاند (به آلمانی: Skagerrakschlacht) بزرگ‌ترین نبرد دریایی جنگ جهانی اول بود.
نیروی دریایی امپراتوری آلمان به فرماندهی دریاسالار راینهارد شر با حمله به ناوگان نیروی دریایی پادشاهی بریتانیا سعی داشت تا این ناوگان را که در دریای شمال و در نزدیکی دانمارک مستقر بودند به ناحیه غرب یوتلاند بکشاند تا محاصره دریایی که اقتصاد آلمان را زیر فشار گذاشته بشکند.
در نهایت هیچ‌یک از دو ناوگان به‌طور قطع بر دیگری پیروز نشد. ناوگان نیروی دریایی امپراتوری آلمان دیگر با ناوگان قدرتمند نیروی دریایی پادشاهی بریتانیا درگیر نبرد رودررو نشد.